# Ялтырова
Ялтырова — деревня в Аргаяшском районе Челябинской области. Входит в состав Яраткуловского сельского поселения.
Ближайшие населённые пункты — деревня Яраткулова и село Кулуево. Через село протекают реки Миасс.

## Население
| 2002 | 2010 |
| ---- | ---- |
| 204  | ↘198 |